# Ringnäbbad mås
Ringnäbbad mås (Larus delawarensis) är en medelstor mås som häckar i norra USA och Kanada och övervintrar längre söderut ned till Centralamerika. Den tillhör släktet Larus och delas inte upp i några underarter. Den beskrevs första gången 1815 av George Ord. Den har tre ålderklasser och är i alla dräkter lik fiskmåsen men är något större, ljusare och har grövre näbb, som hos adult fågel har ett tydligt svart tvärband, vilket gett fågel dess namn. Den häckar ofta i kolonier på låglänt mark i närheten av sötvatten. Födomässigt är den en opportunist. Den bedöms inte som hotad och IUCN kategoriserar arten som livskraftig.

## Utseende

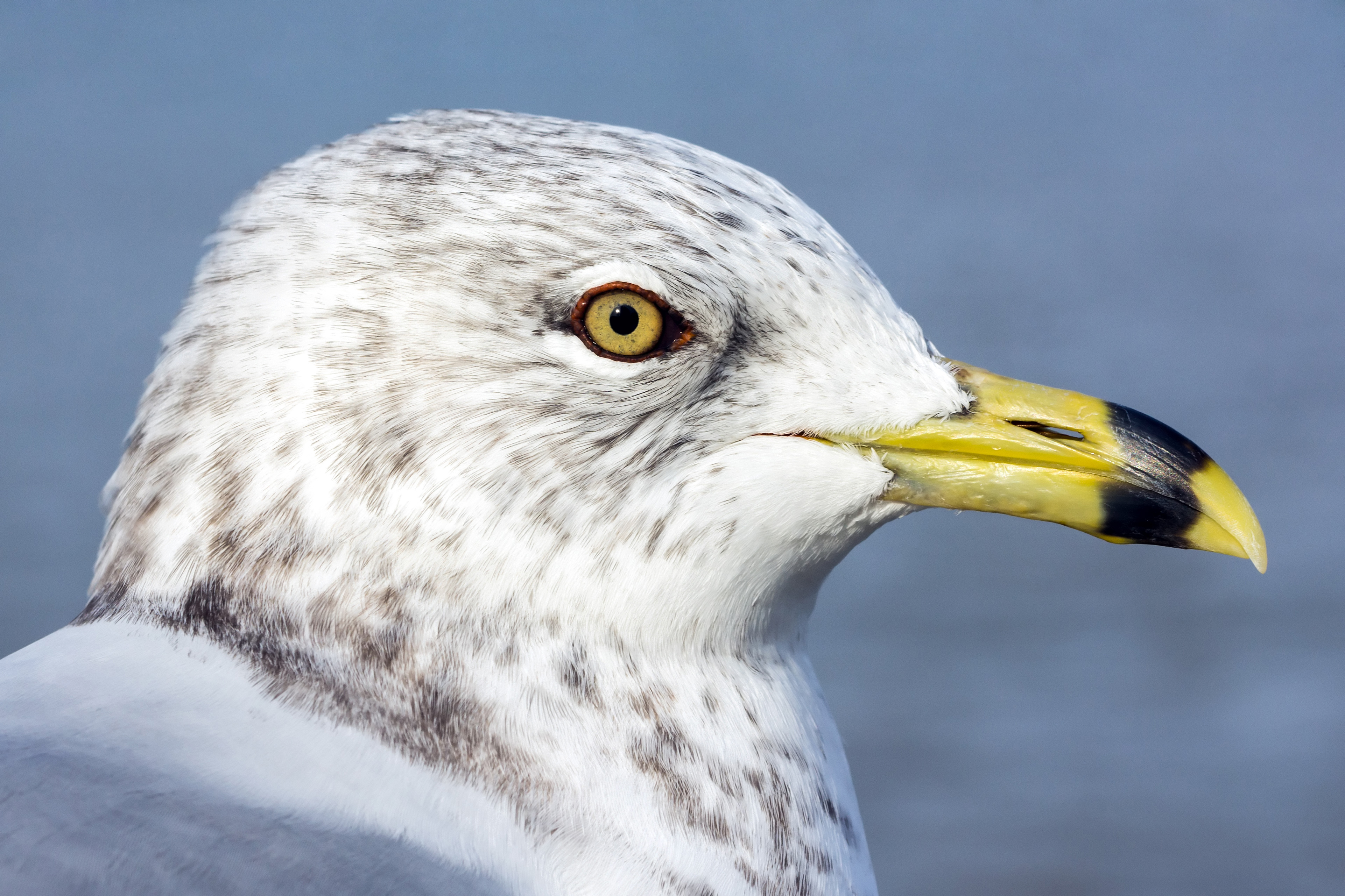
Det svarta tvärbandet på näbben har gett arten sitt namn. Här en adult i vinterdräkt.

Ringnäbbad mås påminner om fiskmåsen men är något större och tyngre och har grövre näbb. Den mäter 41–49 cm och har ett vingspann på 112–124 cm. Den väger mellan 400 och 590 gram. Den västliga populationen är större än den östliga.
Ringnäbbad mås har tre ålderklasser. Adult i sommardräkt har vitt huvud, hals och underkropp. Rygg och vingar är grå och benen gulaktiga. Den gula näbben har ett tydligt svart tvärband innanför den ljusgula näbbspetsen. Den skiljer sig för övrigt från fiskmåsen på sin ljusare grå framrygg, smalare vita tertialkanter, mindre vit "slant" på den svarta vingspetsen och att den har gul iris istället för brun som hos fiskmåsen. Notera att även subadult fiskmås, eller fiskmås i vinterdräkt kan uppvisa ett rätt tydligt tvärband på näbben.
Juvenil ringnäbbad mås är brunvattrad på ljusgrå till vit botten. I första vinterdräkt har den ljusgrå framrygg, ofta med ett antal mörkare månskärsformade fläckar. Stjärten har ett oregelbundet avgränsat mörkt ändband. Ben och näbbrot är ljusrosa, näbbspetsen tydligt svart och iris mörk. I andra vinterdräkt är framrygg, armtäckare, och merparten av handpennorna ljusgrå, men med stor svart vingspets och svartspetsade handtäckare och alula. Övergumpen och stjärten är helvita men ofta med ett partiellt mörkt band, eller mörka fläckar på stjärten. Ben och näbbrot är gröngrågula, näbbspetsen ljust gröngul och näbben har ett tydligt svart tvärband. Adult i vinterdräkt har gråvattrat huvuvd och näbbroten är inte lika klargul som i sommardräkt.

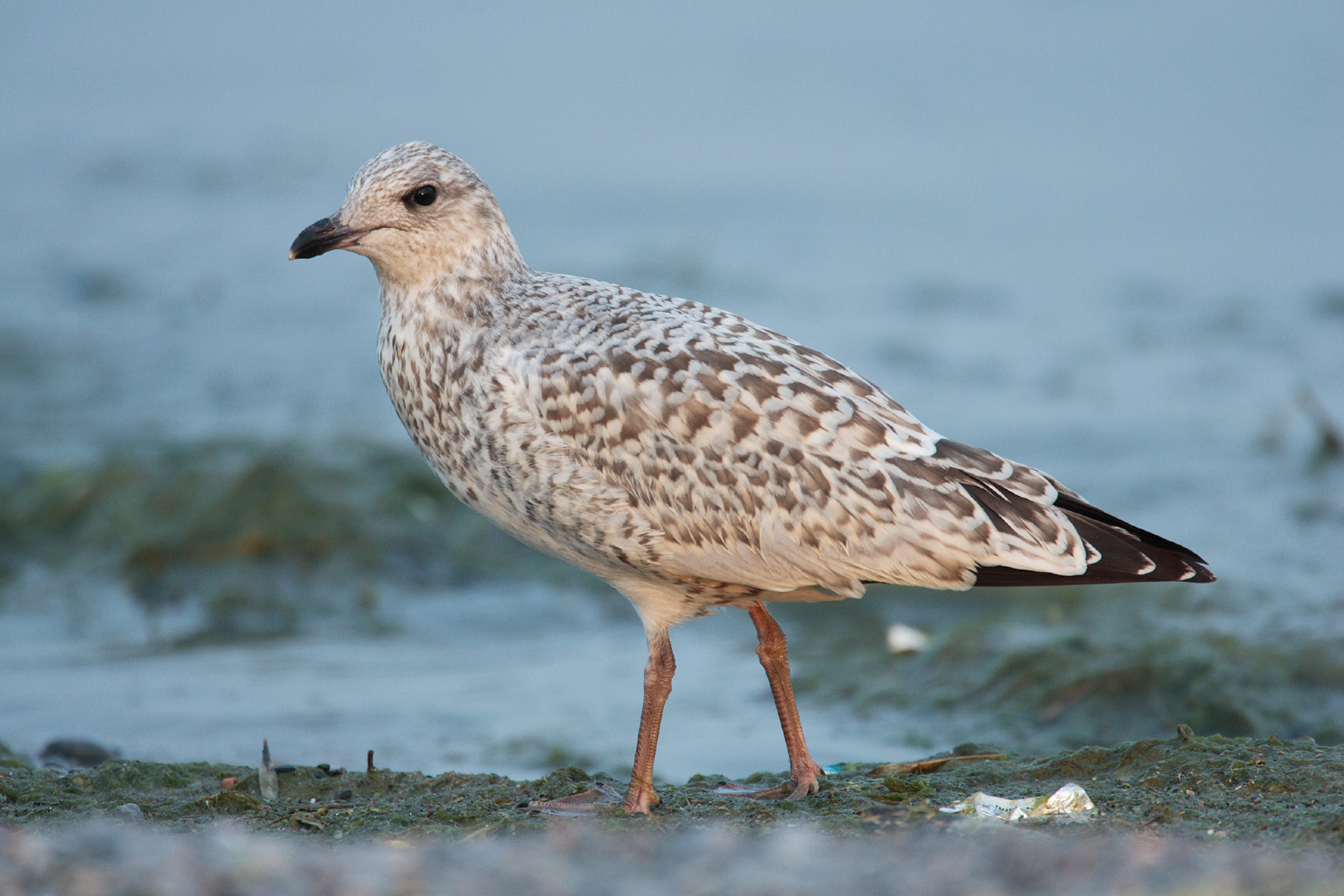
Juvenil.
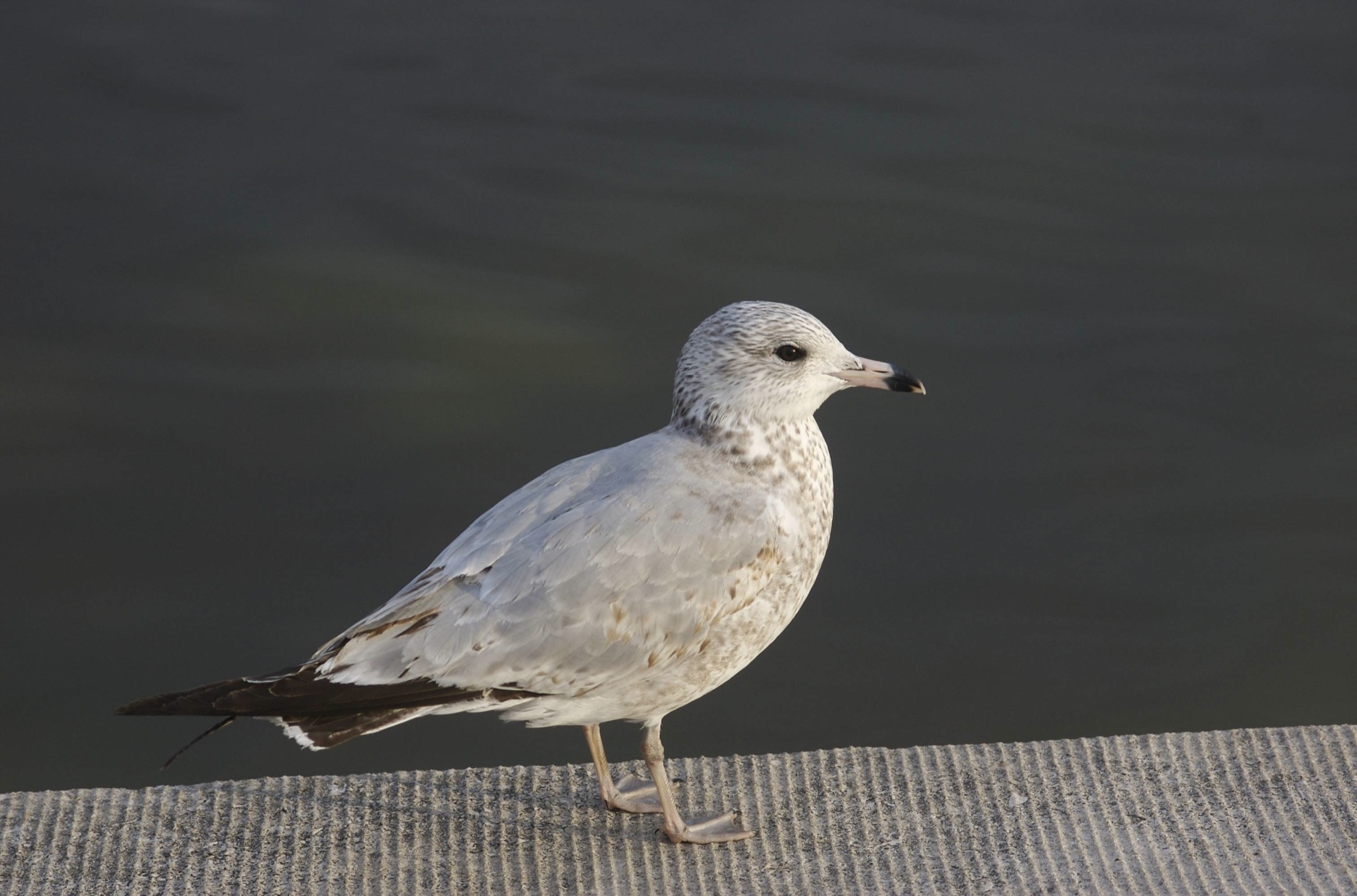
Första vinterdräkt.
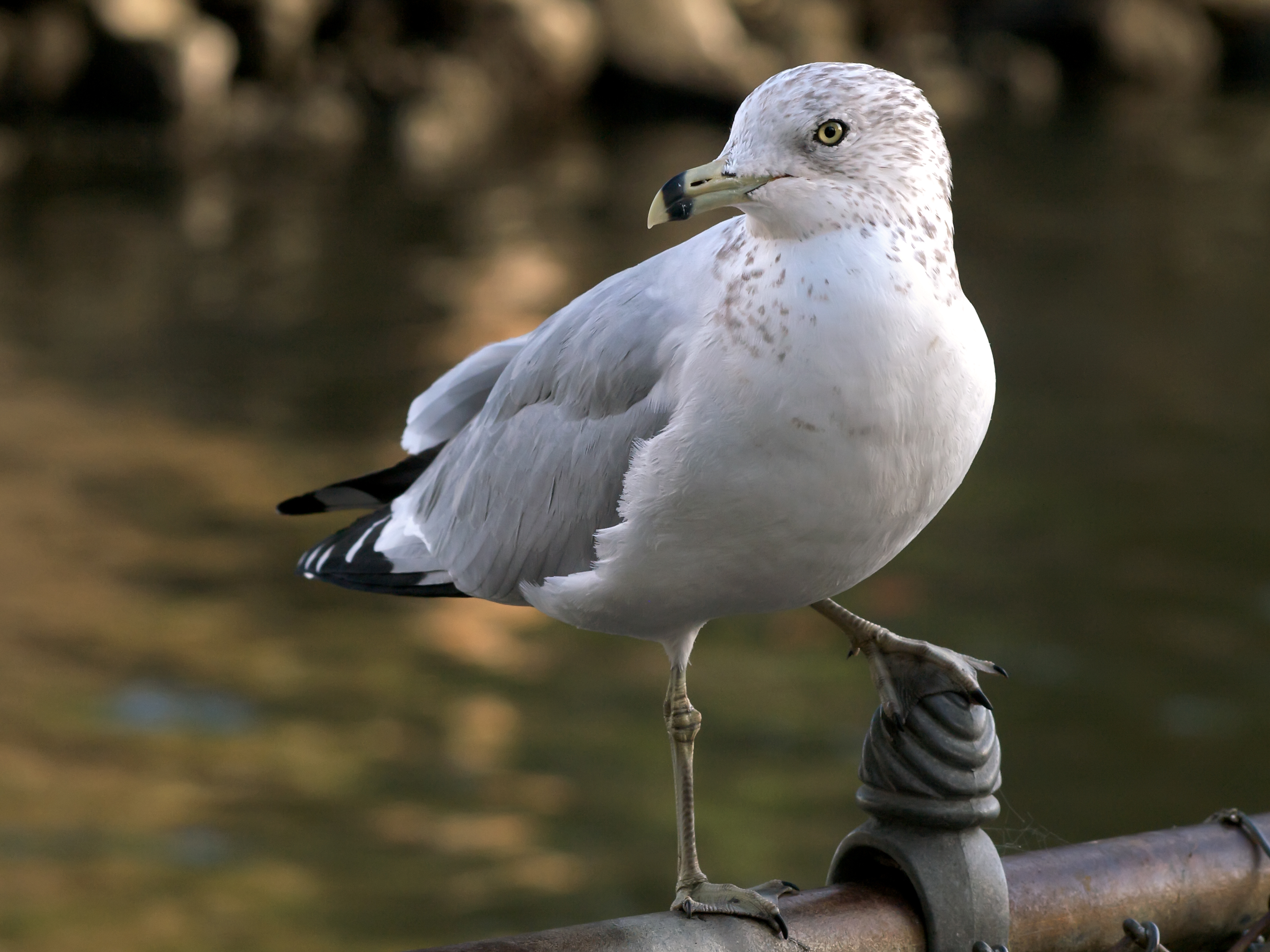
Andra vinterdräkt.

### Läten
Dess läten liknar gråtrutens men är både mer nasala och ljusare.

## Utbredning

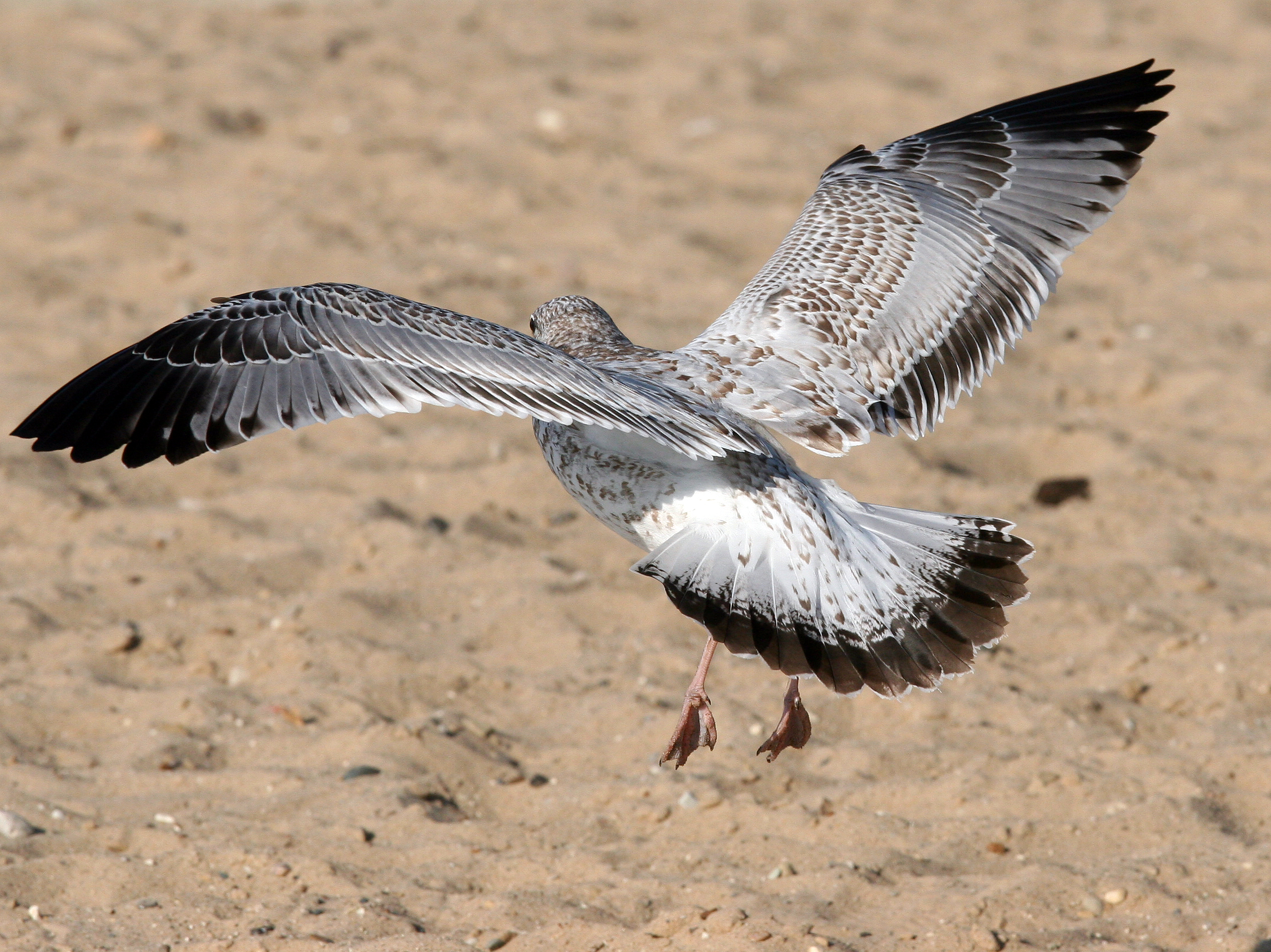
Juvenil.

Ringnäbbad mås häckar i norra USA och Kanada från norra Kalifornien, Oregon, östra Washington och det inre av British Columbia och österut, så långt norrut som till södra Northwest Territories och vidare till the Great Lakes och därifrån nordost via Quebecs kust och ända upp till Newfoundland and Labrador. Merparten är flyttfåglar som övervintrar utmed USA:s västra och östra kust, i södra USA inland och vidare till Gulfkusten, Mexiko, Centralamerika och Stora och Små Antillerna. En mindre del är stannfåglar i södra delen av häckningsområdet.
Fågeln anträffas regelbundet i Europa, särskilt på Irland och Storbritannien.

### Förekomst i Sverige

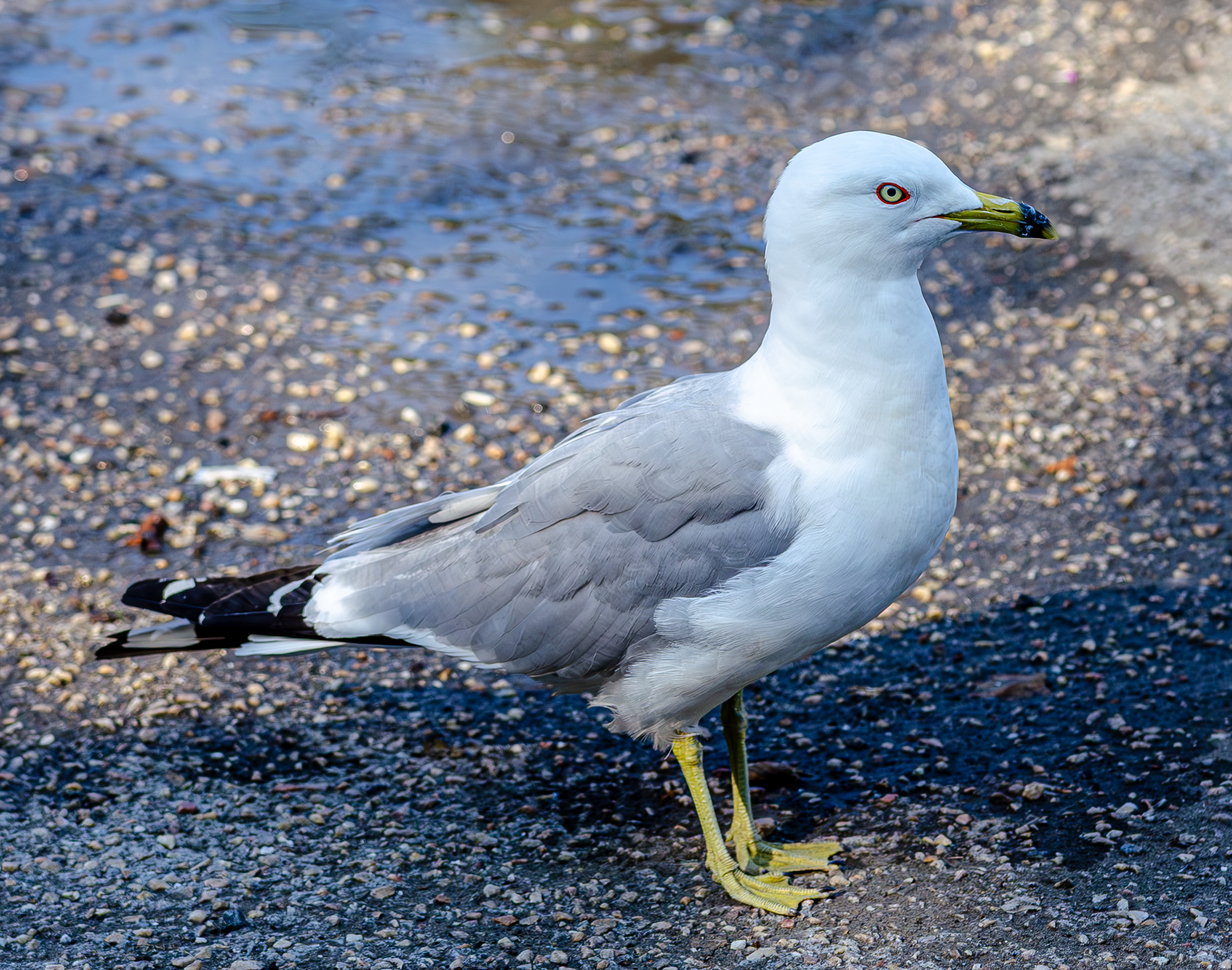
Ringnäbbad mås i Stockholm 2025.

Tolv individer av ringnäbbad mås har observerats i Sverige. Den första observerades i Askimsviken i Göteborg den 28 april 1978. Två individer har årligen återkommit till samma plats under häckningstid, en i Hamnutfyllnaden i Halmstad 1993–2000 och en på Stora Karlsö på Gotland 2002–2008. I juni 2025 observerades en individ i Kungsträdgården i centrala Stockholm.(se bif. film) Det var första gången en ringnäbbad mås observerades i Stockholm.

## Ekologi
Arten lever vid kuster, floder, estuarier, vattenreservoarer och soptippar. Den är en opportunist vilket resulterar i en mycket varierad föda, vilket omfattar fisk, krabbor, insekter, maskar, avfall, slaktavfall, frukt, spannmål, små gnagare och fåglar. Den häckar ofta i kolonier, som kan bli mycket individrika. Häckningen pågår från slutet av april till maj, men kan ske senare i norr på grund av snö och is. Kolonierna ligger ofta belägna på lågt liggande öar i sjöar, våtmarker men mer sällan floder. Den bygger ett stort bo som ofta placeras bredvid stenar, drivved eller växtlighet.

## Systematik
Ringnäbbad mås beskrevs vetenskapligt 1815 av George Ord i volym två av Guthrie's Geography i upplagan från 1815. Arten tillhör släktet Larus inom familjen måsfåglar. Utifrån morfologi bedöms dess närmsta släktingar vara prärietrut. Eventuellt har det förekommit hybridisering mellan ringnäbbad mås och fiskmås, och med silltrut av underarten graellsii. Västliga populationen är större än den östliga vilket är grund för diskussion om att den borde delas upp i två underarter, men den behandlas än så länge som monotypisk.

## Status och hot
Ringnäbbad mås har ett mycket stort utbredningsområde, den globala populationen är mycket stor och uppskattas till 1 500 000–2 000 000 par. Under sent 1900-tal minskade arten dramatiskt men utvecklingstrenden är idag åter positiv, det vill säga att populationen ökar. Utifrån dessa kriterier kategoriserar IUCN arten som livskraftig (LC).